# Periophthalmus modestus
Periophthalmus modestus là một loài cá thòi lòi có nguồn gốc từ vùng nước ngọt, nước lợ và biển của vùng Tây Bắc Thái Bình Dương từ Việt Nam sang bán đảo Triều Tiên và Nhật Bản. Loài này sinh sồn ở các cửa sông bùn, bãi triều và các đầm lầy và đầm lầy và có khả năng cạn nước cho đến 60 giờ, miễn là khu vực đó được giữ ẩm. Loài cá này có thể đạt chiều dài đến 10 cm.
Tương tự cá thòi lòi (Periophthalmodon schlosseri), loài cá này có thể sống được cả trong nước và trên cạn. Ở dưới nước, hô hấp được thực hiện qua mang nhưng khi lên bờ thì thực hiện hô hấp là nhiệm vụ của đuôi. Đuôi của chúng ẩm ướt và có mạng lưới mạch máu dày đặc để trao đổi khí
Loài cá này được nuôi làm cá cảnh và được sử dụng làm thuốc trong Đông y.